# Melandrium fimbriatum
Melandrium fimbriatum là loài thực vật có hoa thuộc họ Cẩm chướng. Loài này được (Nutt.) Rohrb. mô tả khoa học đầu tiên năm 1868.